# Музей на играчките в Анаберг, Германия
Музей на играчките (на немски: Manufaktur der Träume, в превод „Фабрика на мечтите/сънищата“) е музей в Анаберг, Германия.
Работно време на музея: всеки ден 10:00 – 18:00 часа

## Галерия
- Къща за кукли
- Класна стая
- Полилей
- Стара къща за кукли
- Мина
- Влизането на животните в Ноевия ковчег
- Кухня в къща за кукли